# 960e régiment d'aviation de chasse
Le 960e régiment d'aviation de chasse (en russe : 960-й истребительный авиационный полк) de son nom complet le 960e régiment d'aviation de chasse de défense aérienne (en russe : 960-й истребительный авиационный полк Противовозду́шная оборо́на, (abrégé en russe : 960-й иап ПВО) est un régiment de lutte AA des forces de défense anti-aérienne soviétiques (n° d'unité 36639),.

## Noms successifs
- 960e régiment d'aviation de chasse de défense aérienne[1],[2].
- 960e régiment d'aviation de chasse[1],[2];
- Unité militaire (franchise militaire) 36639[1],[2].

## Historique

### Seconde Guerre mondiale
Le 960e régiment est formé du 1er au 21 août 1942 au sein de la 125e division de chasse de défense aérienne à l'aérodrome de Rydoma dans l'oblast de Toula sur ordre de l'état-major n° 015/174, héritant du 1er escadron du 177e régiment (en), ainsi que du personnel des 495e et 787e régiments.
Le 8 septembre 1942, le régiment, faisant partie de la 125e division de chasse de défense aérienne, entre dans des opérations de combat contre l'Allemagne nazie et ses alliés avec les avions La-5 et MiG-3.
Depuis février 1943, le régiment effectue depuis l'aérodrome de Khomyakovo la tâche de couvrir, avec le 787e régiment, la ville de Toula et ses installations industrielles, les tronçons ferroviaires de Tchern, Gorbatchevo, Toula, Serpoukhov, Volovo, Stalinogorski, Kashira, Sukhinichi, Kozelsk.
En mars 1943, le 1er escadron du régiment du capitaine Beliakov à bord d'avions La-5 est déployé pour couvrir la ville de Koursk, où un escadron du 591e régiment et un escadron du 827e régiment sont formés, sous le commandement d'un commandant adjoint du 827e régiment, le capitaine Denissov.
Dans la période du 15 mars au 15 mai 1943, le 827e régiment d'aviation de chasse effectue une mission de combat dans le cadre de la 101e division d'aviation de chasse de défense aérienne depuis la région de défense aérienne de Voronej à bord d'avions Yak-1, Yak-7b et La- 5. Le 13 avril 1943, le régiment est réorganisé sous le nom d'unité 015/134, et le 27 avril 1943, le régiment reçoit 5 chasseurs Yak-7b. Le 15 mai, le 827e régiment est dissous.
Le 29 juin 1943, le régiment et la division font partie des troupes du nouveau front de défense aérienne de l'Ouest. Le 3 juillet 1943, les 1er et 2e escadrons (à bord de La-5) sont transférés dans le 495e régiment d'aviation de chasse. Ceux-ci sont renforcés par deux forces aériennes avec des avions Yak-7b et I-16. Le 3 décembre 1943, un régiment de la 125e division de chasseurs de défense aérienne est transféré dans la 328e division de chasseurs de défense aérienne de la région de Smolensk du front de défense aérienne de l'Ouest.
La mission de combat du régiment est de couvrir les nœuds ferroviaires de Smolensk, Roslavl et les communications des fronts opérant dans la direction de Minsk. Cette tâche est particulièrement importante lors de la préparation et de la conduite de l'opération Bagration. Les pilotes du régiment se sont particulièrement distingués en repoussant les raids aériens allemands massifs sur Smolensk les 26 et 28 juin 1944, contrecarrant les tentatives visant à désactiver le nœud ferroviaire stratégiquement important de Smolensk (le 28 juin seulement, les pilotes de la division ont abattu 14 avions allemands).
La première victoire aérienne connue du régiment dans la guerre est remportée le 7 février 1944 : à bord d'un avion Yak-7b, le sous-lieutenant N. V. Souchiline a abattu un bombardier allemand Junkers Ju 88 lors d'une bataille aérienne dans une zone au sud-ouest de la ville d'Orcha.
Le 21 avril 1944, dans le cadre de la réorganisation des forces de défense aérienne du pays, le régiment et la division sont inclus dans la 81e division de défense aérienne du front de défense aérienne du Nord, créée le 29 mars 1944 sur la base des fronts de défense aérienne de l’Est et de l’Ouest. Le 9 août, avec la division, l'unité est transférée de la 81e division de défense aérienne à la 90e division de défense aérienne du front de défense aérienne du Nord. Depuis août 1944, le régiment, au sein de la division, effectue une mission de combat avec pour objectif de  couvrir les nœuds ferroviaires d'Orcha, Vitebsk, Mogilev, Krichev et à empêcher les vols vers l'intérieur du pays. Le régiment est basé à l'aérodrome de Balbasovo (Orcha) et compte 14 avions Yak-7b, 15 avions Yak-9 et 32 pilotes prêts au combat.
En 1944, le régiment se prépare à repousser les avions porteurs de projectiles V-1 (A-2, Fi-103 Fi 103R Reichenberg, FZG 76) et leurs bases avec les moyens de défense aérienne au sol. Le 31 décembre 1944, le régiment est exclu de l'armée d'active. Jusqu'à la fin de la guerre, l'unité fait partie de la 328e division de défense aérienne. Le 9 janvier 1945, le 960e régiment compte 12 Yak-7b en service (dont 1 défectueux) et 13 Yak-9.
Le régiment célèbre le Jour de la Victoire le 9 mai 1945 à l'aérodrome de Balbasovo.
Au total, le régiment fit partie de l'armée d'active du 8 septembre 1942 au 31 décembre 1944.

#### Statistiques du régiment pendant la guerre
- Missions de combat effectuées : 1848
- Batailles aériennes menées : 42
- Avion ennemi abattu : 32
- Propres pertes (combat) : pilotes - 2, avions - 3

#### Commandant
- Major Alexandre Ivanovitch Khaloutine (août 1942 - 1943)
- Lieutenant-colonel Alexandre Alekseïevitch Kisselev[1] (1943 - 1945)

### Après-guerre
Après la guerre, le régiment continue à faire partie de la 328e division d'aviation de chasse de défense aérienne. Le 10 juin 1945, le régiment et la division font partie de la 20e armée de chasse de défense aérienne du district de défense aérienne de l'Ouest. En mars 1946, le 960e régiment d'aviation de défense aérienne, par directive du commandant de l'Agence de défense aérienne TS n° 265186 du 18 janvier 1946, est dissous au sein de la 328e division à l'aérodrome de Balbasovo.